# Nuckö kyrka
Nuckö kyrka, Noarootsi kirik, är en kyrkobyggnad i Nuckö som är en halvö i nordvästra Estland.

## Kyrkobyggnaden
Kyrkan uppfördes troligen redan på 1200-talet eller 1300-talet och var troligen en försvarskyrka. Första gången kyrkan omnämns är i ett brev från 1500-talet. Kyrkan skadades svårt under Livländska kriget och restaurerades under 1600-talet, då kyrktornet tillkom. Under 1700-talet uppfördes ett gravkapell invid tornets västra sida. Sitt nuvarande utseende fick kyrkan åren 1862-1873 då en större ombyggnad genomfördes och väggarna höjdes. Åren 2003-2004 försågs kyrkan med ett nytt trätak.

## Inventarier
- Predikstolen är tillverkad år 1656 av Elert Thiele.
- Altaret tillkom på 1600-talet.